# Castillo de Almeida
El Castillo de Almeida un castillo medieval del que quedan algunas estructuras. Se encuentra en el pueblo, parroquia y municipio de Almeida, en el distrito de Guarda, en Portugal.
Estaba integrado en la llamada Línea del Tajo, frontera del reino de Portugal a finales del siglo XIII, cuya función era poblar y defender las tierras de la ribera del Coa.
Los restos del castillo medieval, que componen las defensas de la Plaza Fuerte de Almeida, están clasificados como Monumento Nacional, dentro de una población que goza de la condición de Pueblo Histórico de Portugal.

## Historia

### Antecedentes
La ocupación humana de este lugar se remonta a un castro prehistórico, al que siguieron sucesivamente asentamientos romanos, suevos, visigodos y musulmanes, estos últimos constructores del castillo. La población existente entonces tenía el nombre de Talmeyda (mesa en árabe), de acuerdo con la topografía del terreno donde se asienta, que contrasta con la sierra de Marofa, al fondo, que en la misma lengua significaba "guía".

### El castillo medieval

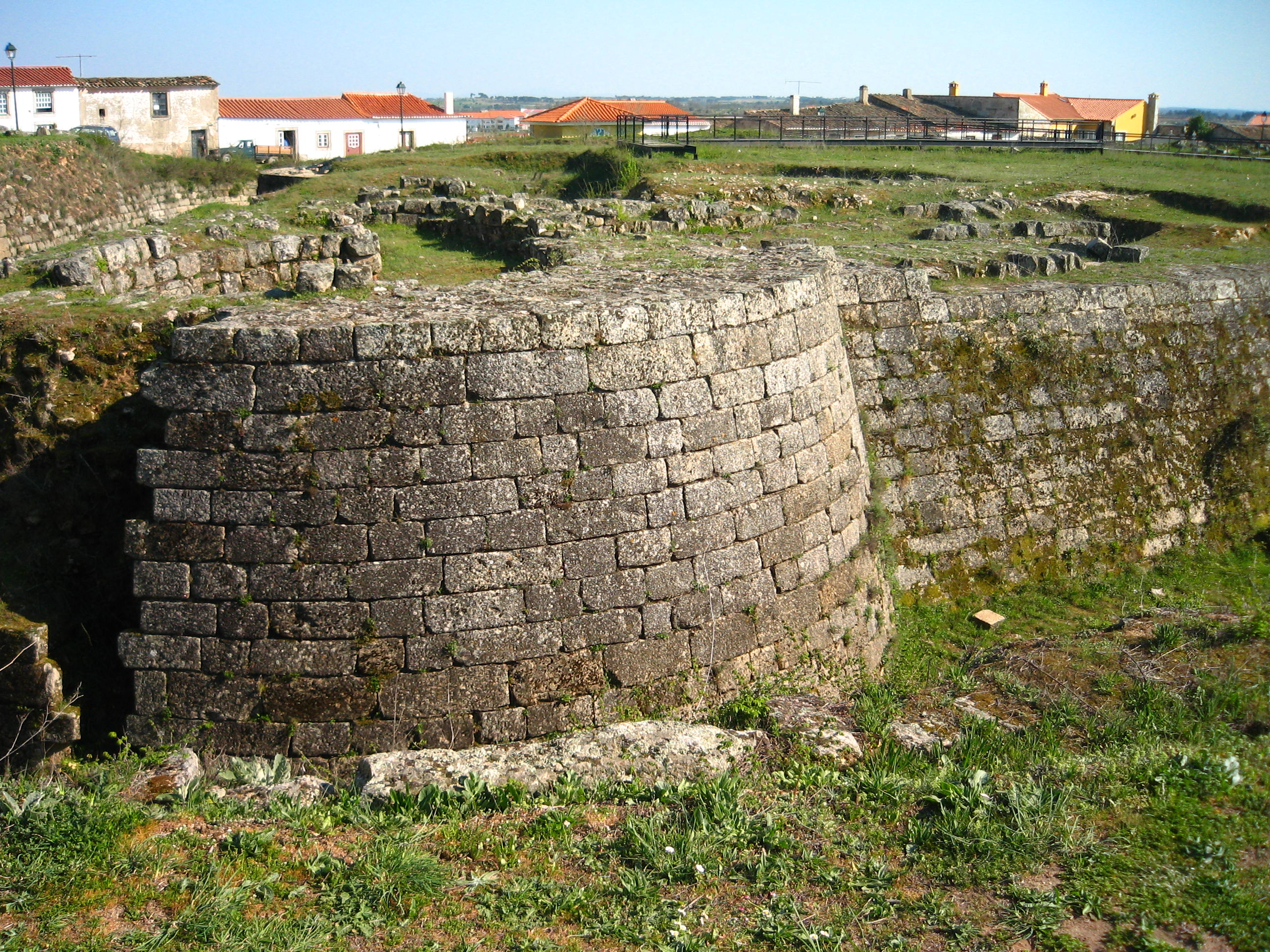
Restos de la muralla del castillo

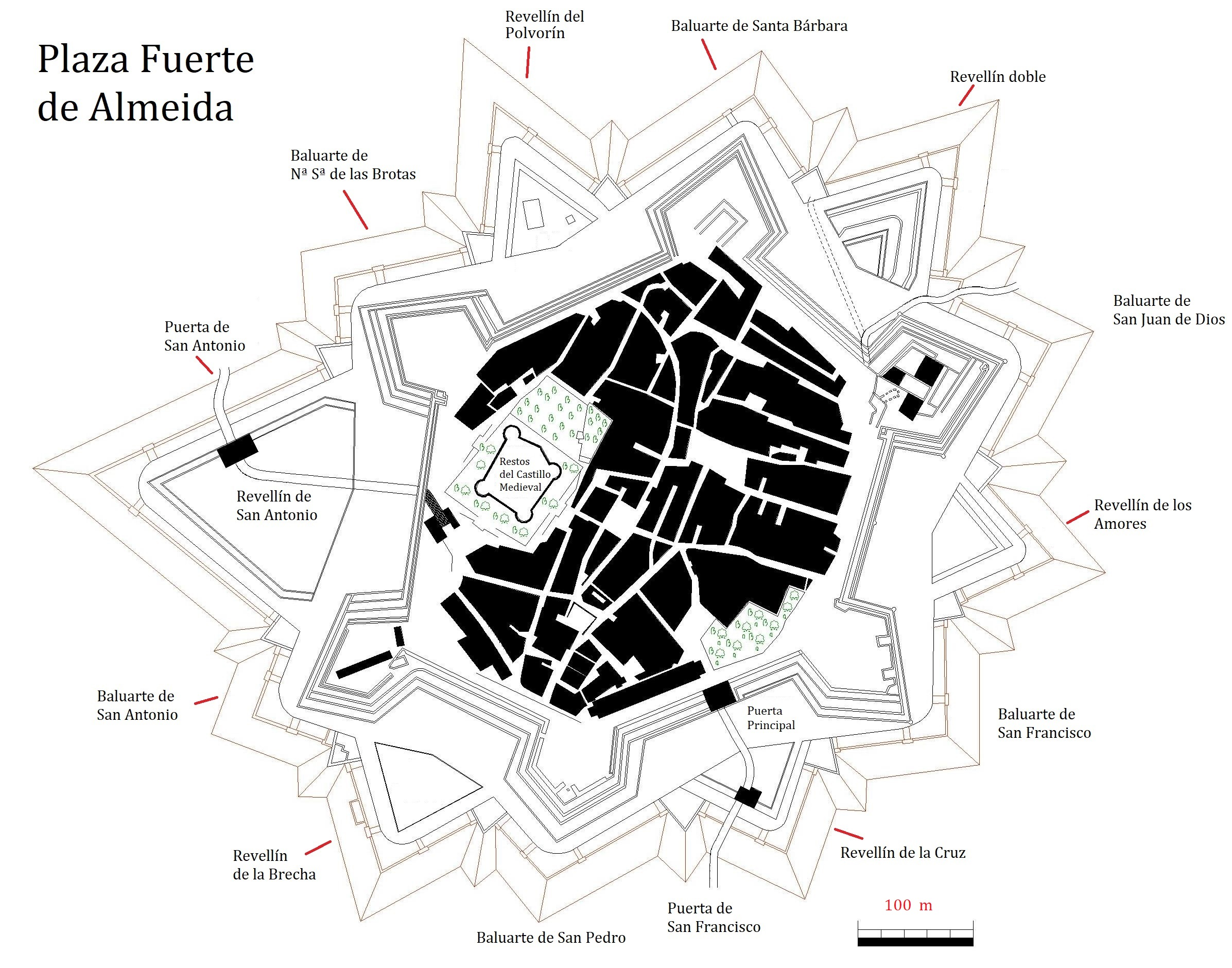
El castillo ocupa un pequeño espacio dentro de la gran plaza Fuerte de Almeida

En el periodo medieval, la población y su castillo fueron conquistados por el Reino de León, reconquistados por los musulmanes y, finalmente, por el reino de Portugal.
Era parte del territorio de Riba-Coa, disputado al Reino de León por Dinisio I (1279-1325). Su posesión definitiva para Portugal quedó asegurada por el Tratado de Alcañices (1297). El soberano, a partir de entonces, buscó consolidar sus fronteras, haciendo reedificar los castillos de Alfaiates, de Almeida, Bom, Melhor, Mendo, CAstel Rodrigo, Piñel (Pinhel), de Sabugal y el Castillo de Vilar Mayor. De este modo, se iniciaron los trabajos de reconstrucción del primitivo castillo y de una cerca para la villa, obras que se renovaron durante el reinado de D. Fernando (1367-83), que desde esta villa pretendió asaltar Castilla.
En el contexto de la Crisis de 1383-1385, la villa y su castillo fueron conquistadas por el ejército de Juan I (1383-1433).
Más tarde, en el reinado de Manuel I (1495-1521), la línea de murallas fue duplicada, estando asociado a esas obras el nombre de Mateus Fernandes, arquitecto del Monasterio da Batalla. La villa y su castillo están representados por Duarte de Armas (Livro das Fortalezas, c. 1509). Era su alcaide en 1496-1512 el marqués de Vila Real.

### De la Guerra de la Restauración a nuestros días, la Plaza Fuerte de Almeida
En el contexto de la Guerra de la Restauración y de la Independencia, la población y su antiguo castillo se revalorizaron dada la estratégica posición fronteriza. Desde de entonces se hicieron extensos trabajos de modernización, con estructuras tipo baluarte y revellín, que la transformaron en una monumental Plaza-fuerte paralela al castillo español del Real Fuerte de la Concepción, junto a Aldea del Obispo, al otro lado de la frontera.
En tiempos de la Guerra Peninsular, la plaza fue sitiada por las tropas francesas al mando del general André Masséna (agosto de 1810). En aquella ocasión, bajo el fuego de la artillería enemiga, el polvorín explotó, arrasando el castillo medieval y parte del pueblo, matando e hiriendo a más de 500 personas. Los boquetes abiertos en los muros por el impacto de la explosión obligaron a la capitulación de la plaza, que luego fue guarnecida por los franceses. Unos meses después, sufrió un nuevo asedio, ahora por parte de tropas inglesas. Acorralados, los defensores franceses lograron retirarse, volando la plaza detrás de ellos, lo que causó grandes daños.
El conjunto está clasificado como Monumento Nacional por Decreto publicado el 3 de febrero de 1928.
Recientes trabajos de excavación arqueológica han descubierto no solo partes de las antiguas murallas, sino también el primitivo foso que las rodeaba. Correcciones